# Эрбах (Дунай)
Э́рбах (нем. Erbach, алем. нем. Ärrbach) — город в Германии, в земле Баден-Вюртемберг.
Подчинён административному округу Тюбинген. Входит в состав района Альб-Дунай. Население составляет 13 325 человек (на 31 декабря 2006 года). Занимает площадь 63,92 км². Официальный код — 08 4 25 039.